# Milan Meštrov
Milan Meštrov, hrvaški biolog, pedagog in akademik, * 12. september 1929, Tisno, † 8. oktober 2010, Zagreb.
Meštrov je bil predavatelj na Naravoslovno-matematični fakulteti v Zagrebu (v letih 1972−1974 je bil tudi dekan); bil je član Hrvaške akademije znanosti in umetnosti in bivše Jugoslovanske akademije znanosti in umetnosti.